# Mansikkamäki
Mansikkamäki è il secondo singolo della cantante finlandese Katri Ylander, estratto dal suo album d'esordio.